# Camptoplites tenuispinus
Camptoplites tenuispinus är en mossdjursart som beskrevs av Roxanne Irene Hastings 1943. Camptoplites tenuispinus ingår i släktet Camptoplites och familjen Bugulidae. Inga underarter finns listade i Catalogue of Life.